# Classe Nibbio
La classe Nibbio è una serie di aliscafi missilistici prodotta, come residuo del programma NATO per questo tipo d'imbarcazioni, in sette esemplari, incluso il prototipo Sparviero, entrati in linea nella Marina Militare durante gli anni settanta e radiati nel corso degli anni novanta, molto simili ai Pegasus americani. La classe Nibbio è anche conosciuta come classe Sparviero, dal nome dell'unità prototipo.

## Caratteristiche

Il prototipo Sparviero durante le prove di preconsegna.

Dotati di un sistema alare completamente immerso, realizzato in acciai speciali e ripiegabile, questi aliscafi non sono dotati di stabilità intrinseca in sostentamento alare. La stabilità è ottenuta con un sistema di sensori giroscopici ed accelerometrici, controllati da un computer e attuati attraverso superfici di controllo sul sistema alare, utilizzate anche per manovrare le unità in sostentamento. Propulsi a idrogetto mediante una pompa calettata su una turbina a gas Rolls-Royce da 4500 hp, con aspirazione attraverso il sistema alare e spinta attraverso 2 ugelli posti a 2/3 dello scafo (velocità continuativa oltre 45 nodi), gli aliscafi erano dotati anche di un motore diesel con piede poppiero per la propulsione in galleggiamento (Vmax = 6 nodi) e di 2 APU di tipo aeronautico per la generazione idraulica ed elettrica (440 V 400 Hz). Lo scafo, in leghe leggere, è suddiviso in cinque compartimenti stagni. La sovrastruttura comprende COC e plancia (oltre al sistema di aspirazione TAG) ed è sovrastata dalla colonnina radar/optoelettronica della direzione del tiro, mentre un alberetto a traliccio porta il radar di scoperta, il sistema di guida dei missili OTOMAT, i sistemi ESM ed ECM e le antenne per le comunicazioni. L'equipaggio era composto da 2 ufficiali inferiori e 8 sottufficiali, l'abitabilità ridotta ai minimi termini.
Sorprendentemente piccoli, essi disponevano di un cannone OTO Compatto da 76/62 da 90 colpi al minuto e 2 missili a lungo raggio Otomat, ma il raggio d'azione era di soli 500 km e i costi operativi comparabili con quelli di una fregata. Proprio a causa degli elevati costi d'esercizio e dei nuovi scenari creatisi con la fine della guerra fredda, le unità di questa classe sono state prima messe in riserva e poi nel 2000 ne è stata anche tentata la vendita all'estero, con scarso successo. Anche la stessa Marina giapponese, che tra il 1991 ed il 1993 mise in servizio le tre unità PG-01, derivate dal tipo Sparviero, dopo aver previsto inizialmente altre 9 unità ha optato successivamente per unità d'attacco veloci di tipo convenzionale.

## Servizio
Gli aliscafi lanciamissili della classe Sparviero sono entrati in servizio nel corso degli anni ottanta e la loro entrata in servizio ha determinato il definitivo disarmo di motosiluranti e motocannoniere, con le ultime quattro ancora in servizio Lampo, Baleno, Freccia e Saetta radiate tra il 1985 ed il 1986. Gli aliscafi erano raggruppati in una Squadriglia, denominata COMSQUALI (Comando Squadriglia Aliscafi) al comando di un capitano di fregata, che dipendeva a sua volta dal Comando Gruppo Aliscafi con sede a Brindisi.
Il Gruppo disponeva dei servizi Operazioni, Armi, Tecnico e Logistico, con 15 ufficiali, di cui 4 ufficiali superiori, con uffici, mense, alloggi, officine e la scuola di specialità nella sede. Il Gruppo disponeva inoltre di quattro autocolonne di supporto tecnico-logistico mobile, di cui tre shelterizzate, ciascuna con un tenente di vascello del Genio navale, 6 sottufficiali e 6 uomini, in grado di supportare fuori sede 2-3 unità anche per periodi significativi. Erano inoltre disponibili varie altre tipologie di automezzi per il supporto fuori base. Con unità fuori sede, i supporti erano assegnati al Comando Squadriglia.
Il Gruppo aliscafi ha ereditato la pluridecorata bandiera di guerra che fu dei MAS prima e del COMOS poi, che oggi è conservata al Vittoriano, insignita di MOVM per l'azione di Luigi Rizzo a Premuda il 10 giugno del 1918, e tra le altre l'unica medaglia d'argento assegnata ad una Bandiera della Regia Marina nel corso della campagna di Russia nella seconda guerra mondiale.
Nella Marina Militare il ruolo che fu degli aliscafi è oggi ricoperto dalle Nuove Unità Minori Combattenti della classe Comandanti, le cui capacità operative sono ampliate dalla disponibilità di un elicottero imbarcato.

## Unità
Le unità erano classificate come pattugliatori dalla NATO, da questo la lettera P nel pennant number:
- Sparviero - P420
- Nibbio - P421, demolito
- Falcone - P422
- Astore - P423, demolito
- Grifone - P424, preservato come nave museo a Venezia
- Gheppio - P425, demolito
- Condor - P426

### Destino
All'inizio del 2018 alcune delle sette unità sono ancora ormeggiate presso il porto Interno di Brindisi come visibile su Google Street View, su Google Maps e da alcune immagini pubblicate sul Forum Regia Marina Italiana. Il loro stato di conservazione non appare buono come visibile più nel dettaglio da alcune foto scattate in data precedente (2014) all'unità Nibbio - P421 e visibili nel Forum Navi e Armatori. 
È di agosto 2018 la notizia che l’(ex) aliscafo Grifone - P424 è stato trasferito da Brindisi al Museo storico navale di Venezia per essere esposto in maniera permanente così come riportato nella sezione Notizie della Marina sul sito ufficiale della Marina Militare Italiana e anche immortalato simbologicamente nell'immagine disponibile in questa pagina. È di maggio 2019 il bando di aggiudicazione per la "carenatura" dello scafo di questa unità, lavori propedeutici alla "musealizzazione dell'Aliscafo Grifone presso l'Arsenale di Venezia", così come testualmente riportato nel bando. Nel 2024 il Grifone appare ancora ormeggiato presso il lato ovest della Darsena Nuova dell'Arsenale, come visibile su Google Maps.

## Impiego presso forze armate di altri Paesi
Tre unità vennero costruite, e consegnate tra il 1993 ed il 1995, per la Forza di autodifesa marittima giapponese su licenza Fincantieri dalla Sumitomo; i battelli erano propulsi da una turbina a gas General Electric LM-500 costruita su licenza dalla Ishikawajima Harima e da una pompa d'acqua ad alta pressione; le armi di bordo erano un Gatling JM61-M Vulcan da 20 mm e 4 missili SSM-1B con gittata da 80 miglia nautiche, con lanciatori di contromisure Mk36 SRBOC.
La classe definita "Missile-Tei 1-Go" era composta da:
- PG-01
- PG-02
- PG-03

L'ordine per altre tre unità venne cancellato nel 1994 dopo che la terza era stata ritardata per ragioni di bilancio; le navi vennero schierate con la 1ª Squadriglia Aliscafi.
La trattativa era stata annotata dalla rivista Jane's Defence Weekly nel 1989 col titolo in copertina "Japan opts for Italian hydrofoils".